# Lygie (equipo ciclista)

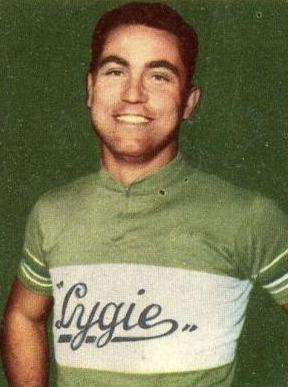
Mario Ghella

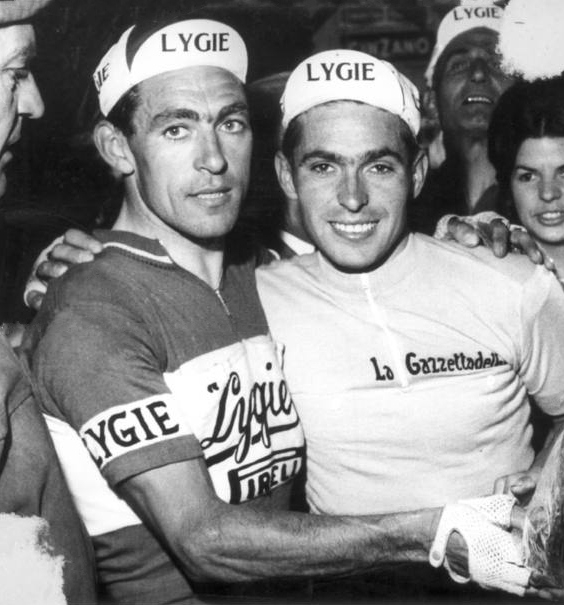
Aldo y Enzo Moser al 1964

Lygie fue un equipo ciclista italiano, de ciclismo en ruta que compitió entre 1922 y 1964, en diferentes períodos.
Surgido a partir de la fábrica de bicicletas del mismo nombre, estuvo activo principalmente entre 1922 y 1923, entre 1938 y 1940, entre 1946 y 1960, y entre 1963 y 1964. Durante algunas temporadas hizo el papel de filial del equipo Atala.

## Principales resultados
- Giro de Toscana: Mario Vicini (1938), Vito Taccone (1963)
- Giro de Úmbria: Giordano Cottur (1939)
- Giro del Lacio: Mario Vicini (1939), Michele Motta (1947), Loretto Petrucci (1955)
- Milán-Turín: Italo De Zan (1947)
- Milán-San Remo: Loretto Petrucci (1953)
- París-Bruselas: Loretto Petrucci (1953)
- Giro de los Apeninos: Aurelio Cestari (1957)

### En las grandes vueltas
- Giro de Italia
  - 8 participaciones (1922, 1938, 1939, 1940, 1947, 1948, 1963, 1964)
  - 11 victorias de etapa:
    - 3 en 1938: Marco Cimatti, Mario Vicini, Giordano Cottur
    - 1 en 1939: Giordano Cottur
    - 1 en 1947: Antonio Bevilacqua
    - 5 en 1963: Vito Taccone (5)
    - 1 en 1964: Marcello Mugnaini

  - 0 clasificaciones finales:
  - 1 clasificación secundaria:
    - Gran Premio de la montaña: Vito Taccone (1963)

- Tour de Francia
  - 0 participaciones

- Vuelta a España
  - 0 participaciones